# Giovanni Vista
Giovanni Vista (Molfetta, 1715 – 1767) è stato un letterato e religioso italiano. Noto anche come Giovanni La Vista, fu per due volte padre provinciale, nonché insegnante dell'Università degli Studi di Altamura (1747-1812), dove insegnò teologia. I contemporanei lo ricordano per la sua bravura nella composizione di quaresimali ed elogi funebri, alcuni dei quali andarono in stampa.

## Vita
Nacque a Molfetta nel 1715 e studiò presso i frati minori osservanti. Fu in seguito inviato nel monastero Ara Coeli a Roma, dove diede prova del suo talento nelle scienze sacre e nella letteratura. Divenne prima frate e, in seguito sacerdote. Nella città di Roma, diede prova della sua abilità nella scrittura, e in particolare nella composizione di elogi funebri, tanto che Melchiorre Gioia lo paragonò addirittura al francese Jean-Baptiste Massillon.
In seguito ritornò nella sua città natale Molfetta, dove arricchì la biblioteca di libri rari, e compose un quaresimale e un elogio funebre in morte di monsignor Salerni di Molfetta, scritto in latino e stampato a Napoli. Insegnò anche teologia presso l'Università degli Studi di Altamura, sostituito poi da Mario Tirelli, Giuseppe Patella e infine da Vito Antonio Giannuzzi.
Morì di podagra nel 1767, all'età di 52 anni. Un semibusto in marmo che lo raffigura è esposto nella Chiesa dei Frati Minori Osservanti, arricchito da un'iscrizione di Giovanni Battista De Bonis.

## Opere
- Il Colascione[2]
- In Funere Frabricii Antonii Salerni oratio, Napoli, 1754.